# Friedrich Küsthardt
Friedrich Küsthardt (* 30. Januar 1830 in Göttingen; † 8. Oktober 1900 in Hildesheim) war ein deutscher Bildhauer, Kunstgewerbler und Kunstschriftsteller.

## Leben

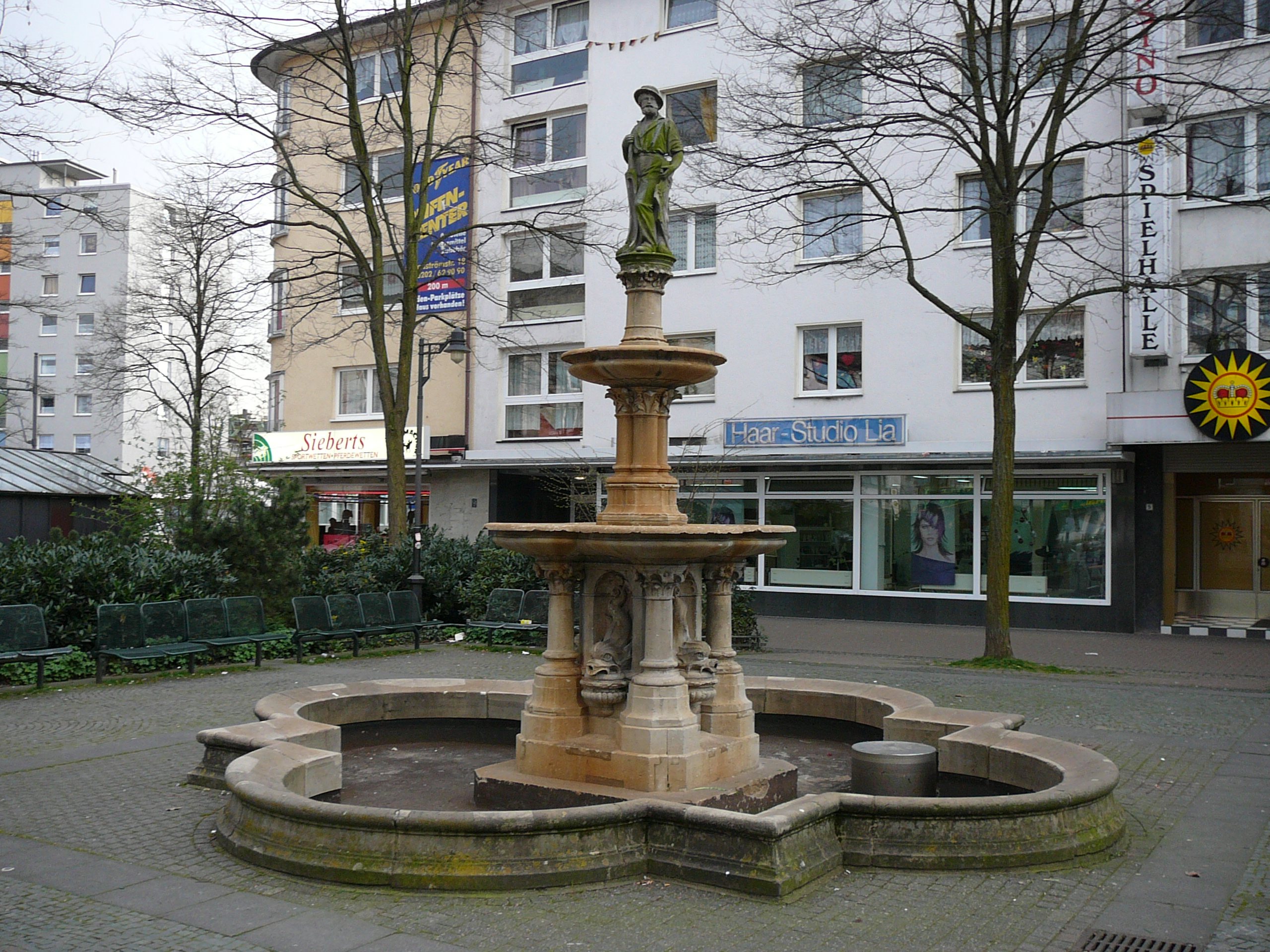
Figur des Bleichers auf dem Bleicherbrunnen in Wuppertal (1884)

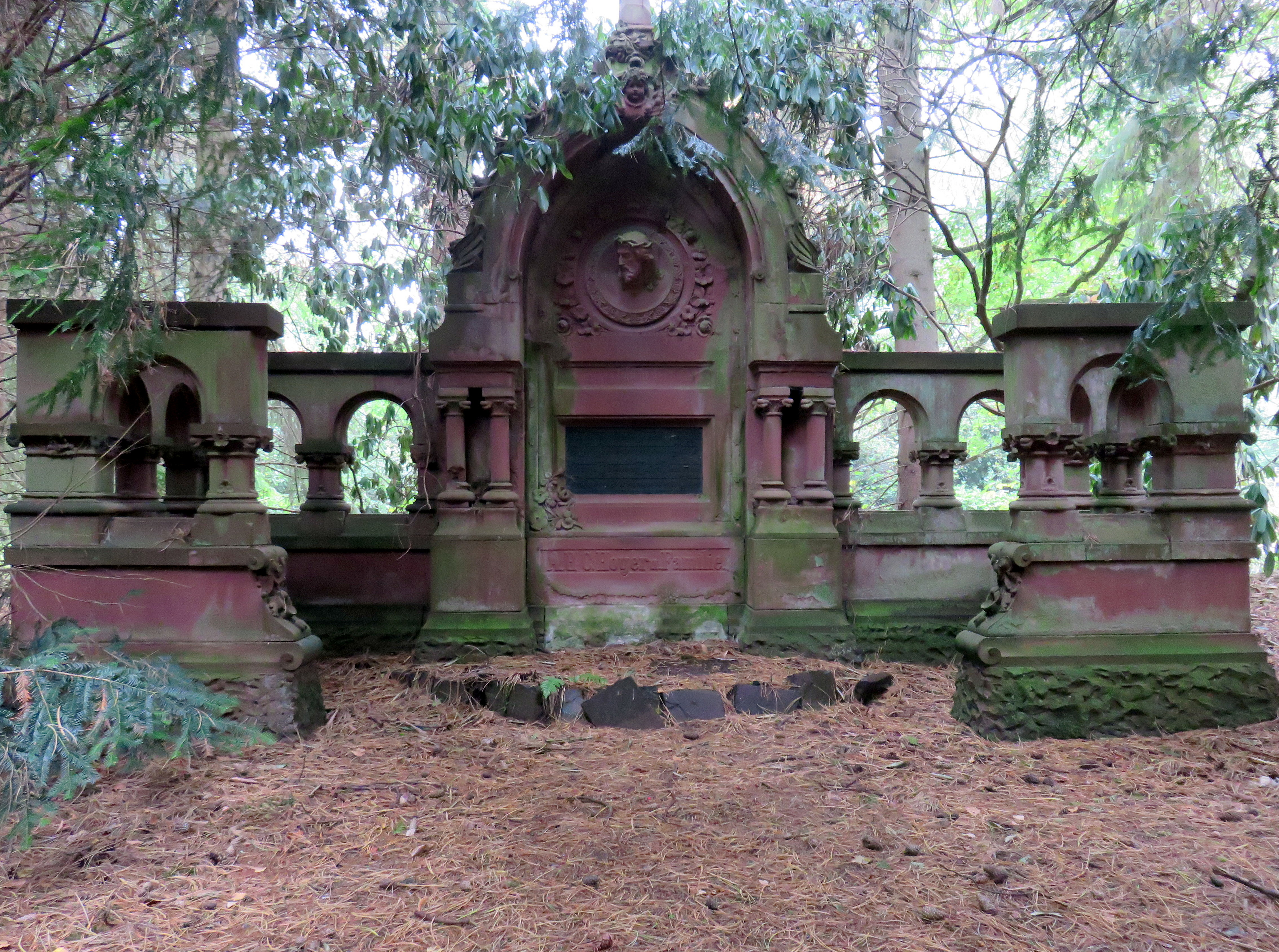
Grabmal Hoyer in Hamburg, Friedhof Ohlsdorf

Küsthardts Eltern waren der „Form-Schneidermeister“ (Schuster) Conrad Küsthardt und dessen Ehefrau und Wilhelmine Friederike Justine Küsthardt geb. Wielert. Aufgewachsen in ärmlichen Verhältnissen zeigte er früh eine Begabung zum Drechseln und Schlossern. Nach dem Willen der Eltern machte er eine Lehre bei einem Buchbinder, bis der Bruder des Meisters ihn aus Konkurrenzneid mit dem Messer bedrohte. Im Konfirmandenalter präparierte er für Rudolf Wagner im Physiologischen Institut Säugetiere und Vögel und machte dabei seine ersten Erfahrungen in plastischer Anatomie. Er arbeitete als Kupferstecher für medizinische Zwecke und als Präparator.
In Hannover wandte er sich der Bildhauerei zu. In Frankfurt arbeitete er unter Eduard Schmidt von der Launitz an dessen Gutenberg-Denkmal. 1857 ging er an die Münchner Kunstakademie und besuchte 1857/1858 Rom.
1859 ließ er sich in Hildesheim nieder, wo er Lehrer an der neugegründeten Baugewerkschule war, von 1889 bis 1899 mit dem Titel Professor. Er tat sich hervor in der Grabmalkunst.
Seine Söhne waren die Künstler Helfried, Georg, Albert, Erwin und Friedrich d. J. (1870–1905).
Der Nachlass befindet sich im Stadtarchiv Hildesheim.

## Werke (Auswahl)
- 1866: Hölzernes Kruzifix auf dem Altar der St.-Lukas-Kapelle in der Königlichen Landesirrenanstalt Göttingen (heute Asklepios Fachklinikum Göttingen)[3]
- Grabmäler für die Familien Wex (1888), Stahmer (1897/1898, Engel) und Hoyer (1900) auf dem Ohlsdorfer Friedhof in Hamburg[4]